# ジョン・スケールズ
ジョン・ロバート・スケールズ（John Robert Scales, 1966年7月4日 - ）は、イングランド・ハロゲイト出身の元サッカー選手。ポジションはディフェンダー(CB)。

## クラブ経歴
1984年にリーズ・ユナイテッドFCでキャリアをスタートさせると、1年後にブリストル・ローヴァーズFCへ移籍。ここでポジションを掴み、2年間で72試合に出場した。
1987年に移籍したウィンブルドンFCでは1988年のFAカップ優勝に貢献。1994年まで7年間主力としてプレーし、リーグ240試合に出場した。
1994年からはリヴァプールFCでプレー。1995年にフットボールリーグカップのタイトルを獲得した。
1996年に移籍したトッテナム・ホットスパーFCではあまり出場機会は多くなかったが、1999年に自身2度目のフットボールリーグカップ優勝を経験した。

## 代表経歴
1995年に開催されたアンブロ・カップにてイングランド代表デビューを果たした。アンブロ・カップでは全3試合に出場したが、チームは優勝を逃した。

## タイトル
ウィンブルドン
- FAカップ:優勝1回 (1987-88)
- チャリティー・シールド:準優勝1回 (1988)

リヴァプール
- リーグカップ:優勝1回 (1994-95)
- FAカップ:準優勝1回 (1995-96)

トッテナム
- リーグカップ:優勝1回 (1998-99)